# 村上ゆきのスローリビング
『積水ハウスpresents 村上ゆきのスローリビング』（せきすいハウス プレゼンツ むらかみゆきのスローリビング）は、TBSラジオで放送されていたラジオ番組。2011年4月10日から2021年3月28日まで10年間の放送。

## 概要
提供スポンサーである積水ハウスの企業CMソング「積水ハウスの歌」を歌っているミュージシャンの村上ゆきをメインパーソナリティーとした音楽番組。
コンセプトは「スローリビング」。村上のトーク、月ごとのテーマや特集に沿った選曲や聴取者からのメッセージを紹介しながら進行する。
番組内では時折スタジオへ電子ピアノを持ち込み、村上が弾き語りで歌うこともある。その際は村上自身の曲ばかりでなく、番組の月ごとのテーマに沿ったものを選んで歌っている。また、弾き語りに取り上げる曲のリクエストも受け付けている。

## 放送時間
- TBSラジオ…毎週日曜日 18:00 - 18:30
- 信越放送…毎週日曜日 19:00 - 19:30[2]（2014年7月5日 - ）

※2016年11月23日に、グランフロント大阪北館4FにあるSUMUFUMUラボ（積水ハウスが運営）で当番組の公開収録「No Illuminance Live～暗闇の音楽会～」が行なわれたことから、地元局であるMBSラジオでは同年12月25日の「MBSサンデースペシャル」（年度下半期の毎週日曜日 20:00 - 21:00）枠にてその模様（TBSラジオ同月11日および18日放送分の再編集版）を放送した。

## 出演者
- 村上ゆき（歌手、シンガーソングライター、ピアニスト）

## ゲスト出演者
- 森山良子（シンガーソングライター）　2011年4月24日
- 鈴木あさみ（料理研究家）　2011年5月22日
- 川島良彰（コーヒー栽培技師）　2011年7月24日
- 小池龍平（シンガーソングライター、リズムギタリスト）　2011年8月28日
- KAI（シンガーソングライター、ギタリスト）　2011年9月18日
- 長尾隆司（金沢工業大学教授）　2011年10月9日
- 畠山美由紀（シンガーソングライター）　2011年11月6日
- 辛島美登里（シンガーソングライター）　2011年12月4日・2011年12月21日
- 橋本京明（占い師、陰陽師）　2012年1月1日
- 樋口了一（シンガーソングライター）　2012年3月4日
- ウェイウェイ・ウー（二胡奏者） 2012年4月1日
- はたけやま裕（パーカッショニスト） 2012年4月8日
- 由紀さおり（歌手） 2012年6月10日
- 佐々木秀実（シャンソン歌手） 2012年7月15日
- 小林亜星（作曲家）　2013年6月30日・2013年7月7日
- 平野文（声優） 2019年10月20日